# Unterwerfung
Unterwerfung (Nederlands: Onderworpen) is een Duitse televisiefilm onder regie van Titus Selge, die werd uitgebracht in 2018. De film is een adaptatie van een theaterstuk van Karin Beier, dat op zijn beurt weer gebaseerd is op de roman Soumission (2015) van de Franse schrijver Michel Houellebecq.

## Inhoud

### Verhaal
François is universitair docent in Parijs. Hij is een kenner van de negentiende-eeuwse Franse literatuur. In de loop der jaren is hij onverschillig geworden voor alles: werk, politiek, religie, zijn medemensen – het interesseert hem niet meer. Nadat hij zijn baan verliest, krijgt hij een aanbod om les te geven aan de Sorbonne-Nouvelle-universiteit, maar deze baan kan hij alleen aanvaarden als hij zich bekeert tot de islam, aangezien de laatste presidentsverkiezingen gewonnen zijn door de moslimpartij, waardoor er bepaalde veranderingen in de maatschappij hebben plaatsgevonden. François denkt erover na hoe zijn leven en dat van de samenleving er in de toekomst uit zullen zien.

### Rolverdeling
- Edgar Selge: François
- Matthias Brandt: Rediger
- Alina Levshin: Myriam
- André Jung: Alain Tanneur
- Florian Stetter: Godefroy Lempereur
- Bettina Stucky: Marie François Tanneur
- Michael Wittenborn: Walter Zobel
- Valerie Koch: Alice
- Jean-Yves Berteloot: Steve
- Walid Al-Atiyat: Anis
- Catrin Striebeck: Aurélie

## Productie
De film werd geproduceerd door Rundfunk Berlin-Brandenburg. Het scenario van Titus Selge is gebaseerd op de roman van Michel Houellebecq uit 2015. De toneelmonoloog, geschreven door Karin Beier, is eveneens gebaseerd op passages uit de roman. Edgar Selge, die de monoloog vertolkte in een toneeladaptatie van de roman in het Deutsches Schauspielhaus in Hamburg, speelt de hoofdrol in de film. De film combineert conventionele filmscènes met fragmenten uit de monoloog. De theaterscènes werden opgenomen in juli 2017. Het filmen van de overige scènes begon in oktober 2017, met opnames in Parijs en Berlijn.

## Distributie
De eerste uitzending op de Duitse televisie vond plaats op 6 juni 2018 op de ARD, gevolgd door een paneldiscussie geleid door Sandra Maischberger over het thema van de film. Met 1,9 miljoen kijkers (7,4 % van het kijkerspubliek) lagen de kijkcijfers onder het zendergemiddelde. In de doelgroep 14 tot 49-jarigen behaalde de film slechts 5 %.
De film werd op 8 juni 2018 op dvd uitgebracht door Studio Hamburg Enterprises en is sinds 1 januari 2019 te streamen op Netflix.

## Ontvangst
- Nina May schreef in de Westdeutsche Allgemeine Zeitung: "Het komt niet vaak voor dat een theaterproductie het model vormt voor een televisiefilm. De ARD durfde te experimenteren - met een fantastisch resultaat: in zijn verfilming van de roman "Submission" van Michel Houellebecq wisselt regisseur en scenarioschrijver Titus Selge af tussen conventionele filmscènes en de succesvolle bewerking van Karin Beier in het Hamburger Schauspielhaus. Deze dramaturgie past bij de stof omdat Houellebecq ook over perspectieven en media-interpretaties gaat."
- Ursula Scheer schreef in de Frankfurter Allgemeine Zeitung: "Ze had een monoloog van twee en een half uur geschreven, op maat gemaakt voor de ik-verteller van de roman, ‘François’, die ronddrijft in een zee van waardeloosheid, zinloosheid en doelloosheid tussen liefdesaffaires, lezen en alcohol, een personage dat Edgar Selge glansrijk tot leven weet te wekken." De Islam speelt een ondergeschikte rol."
- Matthias Dell was veel kritischer in Die Zeit: "Al na drie minuten wordt deze op zichzelf gerichte mummie voor het eerst muf. De theater-in-film-truc blijkt een PR-stunt: Unterwerfung als film wil artistiek gezien niets anders dan reclame te maken voor het Hamburgse theaterstuk."
- Wolfgang Höbel in Der Spiegel: "Soms lijkt het erop alsof de Duitse televisie een politiek opruiende roman in een romantische komedie heeft omgezet. [...] Omdat toneelmonologen nogal ongeschikt zijn als filmmateriaal, verrijkt regisseur Titus Selge deze met Parijse scènes en Franse chansons. [...] De film is mooi om naar te kijken, maar desalniettemin een bagatellisering van Houellebecqs verschrikkelijk zwarte verhaal."

## Prijzen en nominaties
- Romy 2019: prijs in de categorie Beste tv-film